# Madina (Ghana)
Madina è una città del Ghana, situata nella Regione della Grande Accra.